# Jim Bouton (série télévisée d'animation)
Jim Bouton est une série d'animation en deux saisons canadienne-allemande-francaise et diffusé en 1998 sur Fox Kids, Radio-Canada et Radio-Canada en Canada, TF1 en France et KiKA et Junior en Allemagne,. Elle compte 52 épisode d'une durée de 26 minutes en moyenne.

## Synopsis
Jim Bouton, un jeune orphelin, et son ami Lucas, un chauffeur de train, partent ensemble découvrir le monde sur leur locomotive Emma. Durant leur voyage, ils seront amener à rencontrer plusieurs personnages tel les 13 pirates, la princesse Lisi de Mandala et la terrible dragonne Mme Grincedent qui kidnappe des enfants pour qu'ils lui apprennent à rire.

## Distribution
- Jim Button - Henk Dikmoet
- Lucas - Luke Van Mello
- Princesse Lisi - Angela Schijf
- Mme Knarstand - Marloes van den Heuvel
- Mère de Jim Button - Beatrijs Sluijter
- Capitaine des 13 pirates - Carol van Herwijnen
- Docteur Stekel - Jan Nonhof